# Jacob E. Cooke
Jacob Ernest Cooke (* 3. September 1924 in Aulander; † 6. März 2011 in Lyme) war ein US-amerikanischer Historiker, der sich mit den Anfängen der amerikanischen Republik beschäftigte, und Editor von Werken dieser Ära. Er gilt als ein Experte für Alexander Hamilton und Tench Coxe.

## Leben
Cooke diente während des Zweiten Weltkriegs in den United States Army Air Forces. Seinen Bachelor erhielt er 1947 an der University of North Carolina at Chapel Hill. 1955 promovierte er an der Columbia University. Von 1962 bis 1990 war er John Henry MacCracken Professor of History am Lafayette College.

## Werk
Cooke war assistierender Editor für die ersten 15 Bände von Papers of Alexander Hamilton, einer Werksammlung von Alexander Hamilton, dessen Finanzberichte Cooke in The Reports of Alexander Hamilton veröffentlichte. Auch veröffentlichte er die Federalist Papers.
In dem in American Heritage veröffentlichten Artikel Chats with Henry Adams behandelt die Korrespondenz zwischen den Historikern Frederic Bancroft und Henry Adams, über die in Bancrofts Tagebuch berichtet wird. Zwei Jahre später, 1957, wurde Frederic Bancroft, Historian, eine etwa 115 Seiten lange Biographie von Bancroft, veröffentlicht. Zusammen damit wurde die bisher unveröffentlichte Essayserie The Colonization of American Negroes from 1801 to 1865 von Bancroft und ein Vorwort von Allan Nevins veröffentlicht.
Das 1970 im William and Mary Quarterly veröffentlichte The Compromise of 1790 beschreibt eine Neuinterpretation des Kompromiss von 1790 zum 200. Jubiläums des Kompromisses. Eine orthodoxe Interpretation vom Kompromiss wäre es, ihn als einen einfachen Tausch während einem Abendessen am 20. Juni zwischen Alexander Hamilton, der Stimmen für eine Zentralisierung von Schulden der Bundesstaaten erhielt, genannt Assumption, und James Madison und Thomas Jefferson, die Stimmen für eine Hauptstadt am Potomac River erhielten, genannt Residence, darzustellen. Cooke greift diese traditionelle Interpretation an: Ein Kompromiss um Residence sei schon vor dem 20. Juni von Repräsentanten aus Virginia und Pennsylvania ausgehandelt worden. Die Verabschiedung des Assumption hinge hingegen von einer Verschiebung an übernommenen Staatsschulden ab. Im nächsten Band des William and Mary Quarterly wurde eine Kritik an Cookes Interpretation von Kenneth R. Bowling veröffentlicht. In einem in der gleichen Ausgabe veröffentlichtem Rebuttal antwortete Cooke, dass sein Artikel zum Widerlegen von Jeffersons Bericht über den Kompromiss war. Zu einer Widerlegung von Bowling sei er nicht gezwungen.
Dank seinem frühen Zugriff auf die Coxe Papers gilt Cooke als ein Experte für Tench Coxe, einem Politiker während des Anfangs der amerikanischen Republik. Sein erster Artikel zum Thema war das 1972 im The Pennsylvania Magazine of History and Biography veröffentlichte Tench Coxe: Tory Merchant, in welchem er die Unternehmen von Coxe als Loyalist während des Amerikanischen Unabhängigkeitskriegs in dem von den Briten besetzten Gebiet und seiner darauffolgenden Verfolgung durch die amerikanische Regierung für Hochverrat. In dem 1975 im Pennsylvania History: A Journal of Mid-Atlantic Studies veröffentlichtem Tench Coxe, American Economist: The Limitations of Economic Thought in the Early Nationalist Era analysiert Cooke die Essays mehrere Essays von Coxe, welche die Industrie der Vereinigten Staaten befürworteten, vom Anfang der 1790er. Cooke begründet in Tench Coxe, American Economist: The Limitations of Economic Thought in the Early Nationalist Era Coxes historische Bedeutung damit, dass seine Essays, die von seinen Zeitgenossen oft gelobt wurden, einen merkantilistischen Zeitgeist widerspiegelten und Ökonomisten wie Friedrich List stark beeinflussten. Coxe sei ein Nationalist, der von den Vereinigten Staaten überzeugt war, die für ihn einen Progressivismus repräsentierte. Das 1975 im William and Mary Quarterly veröffentlichte Tench Coxe, Alexander Hamilton, and the Encouragement of American Manufactures behandelt die Zusammenarbeit von Coxe mit Alexander Hamilton zur Unterstützung von Industrien durch den Report on Manufactures und der Society for the Encouragement of Useful Manufactures. Den Beitrag von Tench Coxe zu Hamiltons Report on Manufactures sieht Cooke als höher als bisher eingeschätzt. Eine zweite Interpretation im Artikel zum Report on Manufactures ist eine negativere Interpretation vom Bericht, den er mit dem Fehlen an Innovation und dem Nichtumsetzen durch den Kongress begründet. The Collaboration of Tench Coxe and Thomas Jefferson, welches 1976 im The Pennsylvania Magazine of History and Biography veröffentlicht wurde, behandelt jedoch die Kooperation zwischen Coxe und dem Außenminister Thomas Jefferson, einem Erzrivalen von Hamilton, dessen Wirken als Außenminister Coxe unterstützte. Obwohl Jefferson einer der größten Gegner des hamiltonistischen Finanzsystems war, schien er dieselben Ideen bei Coxe, der Jeffersons Außenpolitik anders als Hamilton unterstützte, zu akzeptieren. Später war Coxe ein Beispiel eines urbanen Unterstützers von Jefferson, der zwar das hamiltonistische Finanzsystem befürwortete, die probritische Außenpolitik von Hamilton aber ablehnte. 1978 schrieb er eine Biographie von Coxe namens Tench Coxe and the Early Republic. Rezensionen fielen generell positiv aus. Noble E. Cunningham bezeichnet das Buch als exzellent. Roland M. Baumann sieht das Buch als ein Standardwerk. Paul Goodman bezeichnet das Buch als meisterhaft.
Cookes 1982 veröffentlichtes Alexander Hamilton ist eine Biographie von Alexander Hamilton. Im Vorwort erläutert Cooke, dass seine Biographie, die über kein neues Material über Hamilton verfügt, ihren Wert in neuen Interpretationen finden würde. Cooke sieht Hamiltons niedrigen Herkunft als einen wichtigen Teil in dessen Persönlichkeit: Da er sich selbst beweisen wollte, wurde er ruhmsuchend und sehr unsicher um seine Ehre, was viele irrationale Aktionen wie den Reynolds Pamphlet erklärt. Auch biete er mehrere historische Neuinterpretationen: Hamiltons Rollen als Aide-de-camp von Washington, im Kabinett John Adams und in der Annapolis Convention sowie Kämpfe zwischen Jefferson und Hamilton seien von Historikern übertrieben worden. Rezensionen, die oft Cookes Neutralität lobten, fielen generell positiv aus. John F. Coleman bezeichnet Cookes Interpretation von Hamiltons Persönlichkeit als originell und faszinierend. Insgesamt sei das Buch wichtig; Die Neuinterpretationen von Cooke benötigen historische Diskussionen. Forrest McDonald, selbst ein Hamilton-Biograph, lobt das Buch, jedoch kritisiert er die Interpretation der Persönlichkeit als „neo-freudischen nonsens“. Auch würde Cooke das hamiltonistische Finanzsystem, dessen wichtigster Aspekt die Monetarisierung von Schulden des Staates sei, nicht verstehen. Drew R. McCoy kritisiert das Buch dafür, das Cooke die Überzeugungen Jefferson und seine Anhänger falsch darstellt, allerdings sei die Biographie trotzdem ein solider Erfolg. Broadus Mitchell, auch Hamilton-Biograph, lobt das Buch.

## Veröffentlichungen (Auswahl)
Editor
- The Papers of Alexander Hamilton. Band 1–15. Columbia University Press, New York 1961–1969. (Assistierender Editor für Harold C. Syrett)
- Federalist Papers Wesleyan University Press, Middletown, CT 1961, ISBN 978-0-8195-6077-3
- The Reports of Alexander Hamilton Harper Torchbooks, New York 1964
- Encyclopedia of the North American Colonies 3 Bände, Charles Scribner’s Sons, New York 1993

Autor
- Frederic Bancroft. Historian University of Oklahoma Press 1957
- Tench Coxe and the Early Republic, University of North Carolina Press, 1978, ISBN 0-8078-1308-7
- Alexander Hamilton. Charles Scribner’s Sons, 1982, ISBN 978-0-684-17344-3.

Artikel
- Alexander Hamilton’s Authorship of the “Caesar” Letters In: The William and Mary Quarterly, Band 17 (1960), S. 78–85
- The Whiskey Insurrection: A Re-Evaluation In: Pennsylvania History: A Journal of Mid-Atlantic Studies, Band 30 (1963), S. 316–346
- The Compromise of 1790 In: The William and Mary Quarterly, Band 27 (1970), S. 523–545
- Tench Coxe: Tory Merchant In: The Pennsylvania Magazine of History and Biography, Band 96 (1972), S. 48–88
- Tench Coxe, American Economist: The Limitations of Economic Thought in the Early Nationalist Era In: Pennsylvania History: A Journal of Mid-Atlantic Studies, Band 42 (1975), S. 266–289
- Tench Coxe, Alexander Hamilton, and the Encouragement of American Manufactures In: The William and Mary Quarterly, Band 32 (1975), S. 369–392
- The Collaboration of Tench Coxe and Thomas Jefferson In: The Pennsylvania Magazine of History and Biography Band 100 (1976), S. 468–490